# NGC 7751
NGC 7751 (również PGC 72381 lub UGC 12778) – galaktyka spiralna (S), znajdująca się w gwiazdozbiorze Ryb. Odkrył ją William Herschel 27 września 1785 roku.